# British Hockey League 1992/93
Die Saison 1992/93 war die elfte Spielzeit der British Hockey League, der höchsten britischen Eishockeyspielklasse. Meister wurden die Cardiff Devils.

## Modus
In der Hauptrunde absolvierte jede der zehn Mannschaften insgesamt 36 Spiele. Der Erstplatzierte der Hauptrunde wurde Meister. Für einen Sieg erhielt jede Mannschaft zwei Punkte, für ein Unentschieden einen Punkt und für eine Niederlage null Punkte.

## Hauptrunde

### Tabelle
|     | Klub                 | Sp | S  | U | N  | Tore    | Punkte |
| --- | -------------------- | -- | -- | - | -- | ------- | ------ |
| 1.  | Cardiff Devils       | 36 | 28 | 2 | 6  | 319:187 | 58     |
| 2.  | Murrayfield Racers   | 36 | 20 | 2 | 14 | 299:267 | 42     |
| 3.  | Nottingham Panthers  | 36 | 19 | 2 | 15 | 256:236 | 40     |
| 4.  | Whitley Warriors     | 36 | 18 | 1 | 17 | 262:286 | 37     |
| 5.  | Bracknell Bees       | 36 | 15 | 4 | 17 | 190:194 | 34     |
| 6.  | Billingham Bombers   | 36 | 14 | 4 | 18 | 275:303 | 32     |
| 7.  | Fife Flyers          | 36 | 15 | 1 | 20 | 193:232 | 31     |
| 8.  | Humberside Seahawks  | 36 | 15 | 1 | 20 | 198:222 | 31     |
| 9.  | Peterborough Pirates | 36 | 14 | 1 | 21 | 238:272 | 29     |
| 10. | Durham Wasps         | 36 | 12 | 2 | 22 | 201:232 | 26     |

Sp = Spiele, S = Siege, U = Unentschieden, N = Niederlagen